# Node 4-Giordana Racing
Node 4-Giordana Racing is een wielerploeg die een Britse licentie heeft. De ploeg bestaat sinds 2008. Node 4-Giordana Racing komt uit in de continentale circuits van de UCI. Brian Tinsley is de manager van de ploeg.

## Seizoen 2014

### Transfers
| Inkomend           | Team 2013           | Uitgaand              | Team 2014             |
| ------------------ | ------------------- | --------------------- | --------------------- |
| Mathew Cronshaw    | Team IG-Sigma Sport | Michael James Northey | Madison-Genesis       |
| George Harper      | Team IG-Sigma Sport | Daniel Barry          | Team Budget Forklifts |
| Robert Partridge   | Team UK Youth       |                       |                       |
| Thomas Bustard     | Neo                 |                       |                       |
| James Gullen       | Neo                 |                       |                       |
| Bradley Morgan     | Neo                 |                       |                       |
| James Moss         | Team IG-Sigma Sport |                       |                       |
| Marcin Bialoblocki | Team UK Youth       |                       |                       |

## Seizoen 2013

### Overwinningen in de UCI Asia Tour
| Datum          | Wedstrijd                                         | Cat. | Winnaar        |
| -------------- | ------------------------------------------------- | ---- | -------------- |
| 22 november    | 1e etappe Sharjah International Cycling Tour      | 2.2  | Roman Van Uden |
| 22-25 november | Eindklassement Sharjah International Cycling Tour | 2.2  | Roman Van Uden |
| 22-25 november | 3e etappe Tour of Al Zubarah                      | 2.2  | Roman Van Uden |

### Renners
| Naam                  | Geboortedatum    | Nationaliteit       | Ploeg 2012          |
| --------------------- | ---------------- | ------------------- | ------------------- |
| Daniel Barry          | 29 januari 1988  | Nieuw-Zeeland       | Neo                 |
| Lee Davis             | 18 juni 1970     | Verenigd Koninkrijk |                     |
| Nathan Edmondson      | 3 februari 1990  | Verenigd Koninkrijk | Neo                 |
| Richard Hepworth      | 25 februari 1987 | Verenigd Koninkrijk | Neo                 |
| Steven Lampier        | 2 maart 1984     | Verenigd Koninkrijk | Team IG-Sigma Sport |
| Andrew Magnier        | 6 juli 1988      | Verenigd Koninkrijk |                     |
| Michael James Northey | 24 maart 1987    | Nieuw-Zeeland       |                     |
| Shem Rodger           | 4 december 1988  | Nieuw-Zeeland       | Neo                 |
| Roman Van Uden        | 29 oktober 1988  | Nieuw-Zeeland       | Geen                |
| Christian Varley      | 21 juni 1984     | Verenigd Koninkrijk | Neo                 |
| James Williamson      | 27 maart 1989    | Nieuw-Zeeland       | Geen                |